# Giuseppe Archinto
Giuseppe Archinto (Milano, 7 maggio 1651 – Milano, 9 aprile 1712) è stato un cardinale e arcivescovo cattolico italiano.

## Biografia

### I primi anni
Giuseppe Archinto nacque a Milano il 7 maggio 1651 da una nobile famiglia patrizia della città.
Suo padre era il conte Carlo Archinto, mentre sua madre era la contessa Caterina Arese. Fu zio del vescovo Giuseppe Gallarati e dell'arcivescovo Girolamo Archinto, prozio del cardinale Alberico Archinto e pro-prozio del cardinale Giovanni Archinto. Giuseppe Archinto era anche cugino del famoso mecenate milanese Carlo Archinto.
Avviato alla carriera ecclesiastica, l'Archinto compì i propri studi al Collegio dei Gesuiti di via Brera a Milano ove vestì anche l'abito clericale, per poi passare al Seminario Romano di Roma nel 1665 dove conseguì la laurea in filosofia e teologia. Successivamente proseguì i propri studi all'Università di Ingolstadt diretta dai gesuiti e colse l'occasione per trascorrere quasi un anno a Vienna col fratello Ludovico, il quale era ufficiale nell'esercito imperiale, agli ordini del generale Raimondo Montecuccoli. Nei tre anni si spostò nei possedimenti imperiali visitando la Germania, l'Ungheria e buona parte dei paesi dell'Europa nord-occidentale, giungendo anche in Danimarca. Tornato in patria si iscrisse all'Università degli Studi di Pavia, dove conseguì la laurea in utroque iure nel 1675, venendo ammesso nel Collegio degli Avvocati di Milano l'anno successivo.

### L'ordinazione e la carriera diplomatica
Consigliato dal cardinale Livio Odescalchi e dal pontefice Innocenzo XI, venne ordinato sacerdote ed ottenne le cariche di abate di San Giovanni Battista di Vertemate con Minoprio e di San Giovanni delle Vigne nel contado di Lodi. Chiamato a Roma da papa Innocenzo XI in quello stesso anno 1679, fu vicelegato a Bologna (22 agosto 1679-1685) e successivamente referendario del Tribunale della Segnatura Apostolica nel 1683.
Eletto arcivescovo titolare di Tessalonica il 18 marzo 1686, venne nominato nunzio apostolico in Toscana (22 aprile 1686 - 26 novembre 1689), a Venezia (15 dicembre 1689-1696) e in Spagna (13 gennaio 1696-agosto 1700). Durante quest'ultima permanenza alla corte di Madrid, l'Archinto seppe guadagnarsi la fiducia e la stima di Carlo II di Spagna ed influì per parte sua nella politica dell'epoca.

### La reggenza dell'arcidiocesi di Milano

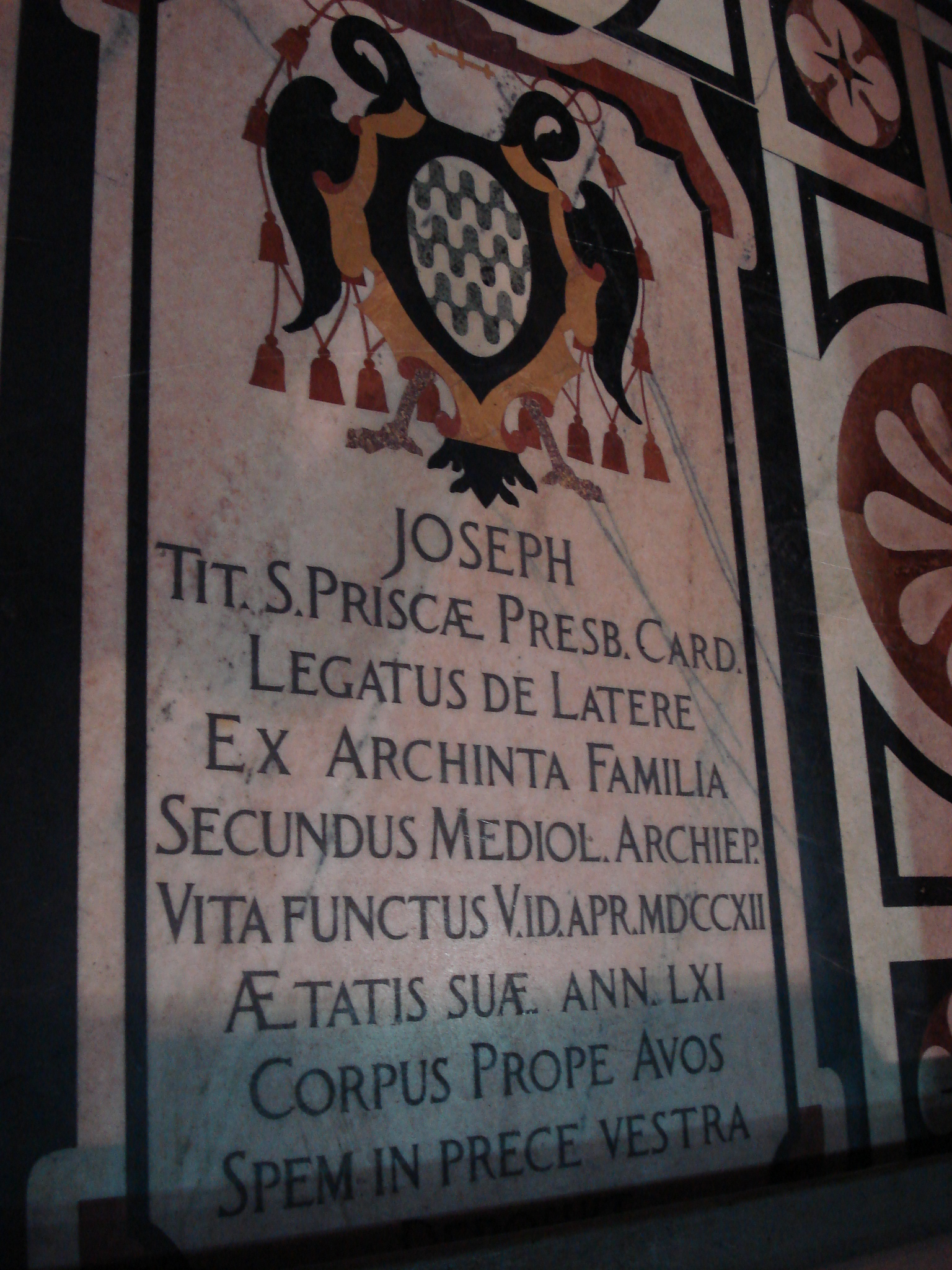
La tomba di Giuseppe Archinto nel Duomo di Milano.

Giuseppe Archinto venne promosso arcivescovo di Milano il 18 maggio 1699 e
Papa Innocenzo XII lo elevò al rango di cardinale nel concistoro del 14 novembre successivo. Nel 1701 papa Clemente XI decise di inviare proprio lui quale legato a latere alle nozze di Maria Luisa Gabriella di Savoia con Filippo V di Spagna per consegnare la Rosa d'oro alla giovane regina, contribuendo così a sviluppare abilmente nella corte imperiale quel sentimento che il pontefice si stesse schierando nella contesa della Guerra di successione spagnola dalla parte dei filo-borbonici.
Il 24 settembre 1706, le truppe austro-piemontesi invasero il Ducato di Milano al comando del principe Eugenio di Savoia giungendo ad occupare Milano e costringendo lo stesso Archinto (di tendenze filo-francesi), a partecipare ufficialmente alle solenni cerimonie. Negli anni successivi mediò tra stato e chiesa chiedendo al clero milanese di sostenere Carlo d'Asburgo con la donazione straordinaria di 200.000 scudi per sostenere le spese di guerra, rincarato da un'ulteriore donazione di 110.000 scudi che il principe Eugenio, governatore di Milano, gli impose nel 1711.
Come arcivescovo fu incline all'aiuto del clero ed alle opere assistenziali, fondando un convento di frati trinitari presso la chiesa di Santa Maria in Monforte e promuovendo largamente la devozione a San Carlo Borromeo ed a San Filippo Neri, aiutando finanziariamente anche la congregazione degli oblati. Fece ristampare un nuovo messale ambrosiano, un nuovo breviario e pubblicò una serie di sue orazioni.
Morì il 9 aprile 1712 all'età di 60 anni e venne sepolto nel Duomo di Milano, presso l'altare di Santa Caterina, nella cappella della famiglia Archinto.

## Genealogia episcopale e successione apostolica
La genealogia episcopale è:
- Cardinale Scipione Rebiba
- Cardinale Giulio Antonio Santori
- Cardinale Girolamo Bernerio, O.P.
- Arcivescovo Galeazzo Sanvitale
- Cardinale Ludovico Ludovisi
- Cardinale Luigi Caetani
- Cardinale Ulderico Carpegna
- Cardinale Paluzzo Paluzzi Altieri degli Albertoni
- Cardinale Flavio Chigi
- Cardinale Giuseppe Archinto

La successione apostolica è:
- Vescovo Pedro Reyes de los Ríos de Lamadrid, O.S.B. (1699)
- Vescovo Baltasar de Mendoza y Sandoval (1699)
- Arcivescovo Antonio Folch y Cardona, O.F.M. (1700)
- Arcivescovo Girolamo Archinto (1711)
- Cardinale Giberto Bartolomeo Borromeo (1711)

## Araldica
| Stemma | Descrizione                                                                  | Blasonatura |
|        | Giuseppe Archinto Cardinale presbitero di Santa Prisca Arcivescovo di Milano | Di verde, a tre fasce d'argento, controinnestate. Lo scudo, accollato a una croce astile patriarcale d'oro, posta in palo, è timbrato da un cappello con cordoni e nappe di rosso. Le nappe, in numero di trenta, sono disposte quindici per parte, in cinque ordini di 1, 2, 3, 4, 5. |

## Albero genealogico
|                                      |                     |                                                    | Genitori                  |  |  | Nonni |  |  | Bisnonni       |  |  | Trisnonni           |  |
|                                      |                     |                                                    |                           |  |  |       |  |  | Carlo Archinto |  |  | Alessandro Archinto |  |
|                                      |                     |                                                    |                           |  |  |       |  |  | Carlo Archinto |  |  | Alessandro Archinto |  |
|                                      |                     | Ippolita della Croce                               |                           |  |  |       |  |  | Carlo Archinto |  |  |                     |  |
| Cristoforo Archinto                  |                     |                                                    |                           |  |  |       |  |  | Carlo Archinto |  |  |                     |  |
|                                      |                     | Isabella Carcano                                   | Giovanni Battista Carcano |  |  |       |  |  |                |  |  |                     |  |
|                                      |                     | Isabella Carcano                                   | Giovanni Battista Carcano |  |  |       |  |  |                |  |  |                     |  |
|                                      |                     | Isabella Carcano                                   | Ginevra Brivio            |  |  |       |  |  |                |  |  |                     |  |
| Carlo Archinto, I conte di Tainate   |                     | Isabella Carcano                                   |                           |  |  |       |  |  |                |  |  |                     |  |
|                                      |                     | Gabriele Panigarola                                | Alessandro Panigarola     |  |  |       |  |  |                |  |  |                     |  |
|                                      |                     | Gabriele Panigarola                                | Alessandro Panigarola     |  |  |       |  |  |                |  |  |                     |  |
|                                      |                     | Gabriele Panigarola                                | Anna Visconti Borromeo    |  |  |       |  |  |                |  |  |                     |  |
| Anna Panigarola                      |                     | Gabriele Panigarola                                |                           |  |  |       |  |  |                |  |  |                     |  |
|                                      |                     | Maria Elisabetta Vertemati                         | Guglielmo Vertemati       |  |  |       |  |  |                |  |  |                     |  |
|                                      |                     | Maria Elisabetta Vertemati                         | Guglielmo Vertemati       |  |  |       |  |  |                |  |  |                     |  |
|                                      |                     | Maria Elisabetta Vertemati                         | …                         |  |  |       |  |  |                |  |  |                     |  |
| Giuseppe Archinto                    |                     | Maria Elisabetta Vertemati                         |                           |  |  |       |  |  |                |  |  |                     |  |
|                                      | Marco Antonio Arese | Bartolomeo Arese, consignore della Pieve di Seveso |                           |  |  |       |  |  |                |  |  |                     |  |
|                                      | Marco Antonio Arese | Bartolomeo Arese, consignore della Pieve di Seveso |                           |  |  |       |  |  |                |  |  |                     |  |
|                                      | Marco Antonio Arese | Caterina Fossani                                   |                           |  |  |       |  |  |                |  |  |                     |  |
| Giulio Arese, conte di Castel Lambro | Marco Antonio Arese |                                                    |                           |  |  |       |  |  |                |  |  |                     |  |
|                                      |                     | Ippolita Clari                                     | Giulio Clari              |  |  |       |  |  |                |  |  |                     |  |
|                                      |                     | Ippolita Clari                                     | Giulio Clari              |  |  |       |  |  |                |  |  |                     |  |
|                                      |                     | Ippolita Clari                                     | …                         |  |  |       |  |  |                |  |  |                     |  |
| Caterina Arese                       |                     | Ippolita Clari                                     |                           |  |  |       |  |  |                |  |  |                     |  |
|                                      |                     | Ludovico Legnani                                   | Giovanni Angelo Legnani   |  |  |       |  |  |                |  |  |                     |  |
|                                      |                     | Ludovico Legnani                                   | Giovanni Angelo Legnani   |  |  |       |  |  |                |  |  |                     |  |
|                                      |                     | Ludovico Legnani                                   | …                         |  |  |       |  |  |                |  |  |                     |  |
| Margherita Legnani                   |                     | Ludovico Legnani                                   |                           |  |  |       |  |  |                |  |  |                     |  |
|                                      |                     | Caterina Scanzi                                    | …                         |  |  |       |  |  |                |  |  |                     |  |
|                                      |                     | Caterina Scanzi                                    | …                         |  |  |       |  |  |                |  |  |                     |  |
|                                      |                     | Caterina Scanzi                                    | …                         |  |  |       |  |  |                |  |  |                     |  |
|                                      |                     | Caterina Scanzi                                    |                           |  |  |       |  |  |                |  |  |                     |  |